# Campionati europei giovanili di nuoto 2005
I XXXII Campionati europei giovanili di nuoto e tuffi si sono disputati nelle sedi di Budapest per il nuoto dal 14 luglio al 17 luglio e di Elektrostal per i tuffi dal 10 agosto al 14 agosto 2005.
Hanno partecipato alla manifestazione le federazioni iscritte alla LEN; questi i criteri di ammissione:
- le nuotatrici di 15 e 16 anni (1990 e 1989), i nuotatori di 17 e 18 (1988 e 1987)
- le tuffatrici e i tuffatori di 16, 17 e 18 anni (1989, 1988 e 1987) per la categoria "A"; Le ragazze e i ragazzi di 14 e 15 anni (1991 e 1990) per la categoria "B".

## Podi
RC = record dei campionati

### Uomini
| Evento               | Oro                                                                   | Tempo         | Argento                                                                      | Tempo    | Bronzo                                                                | Tempo    |
| Stile libero         |                                                                       |               |                                                                              |          |                                                                       |          |
| 50 m                 | Steffen Deibler                                                       | 22"23         | Sergiy Belov                                                                 | 23"02    | Tiago Andre Venancio                                                  | 23"11    |
| 100 m                | Steffen Deibler                                                       | 49"26         | Kevin Trannoy                                                                | 50"43    | Tiago Andre Venancio                                                  | 50"56    |
| 200 m                | Vitaly Romanovich                                                     | 1'49"86       | Tiago Andre Venancio                                                         | 1'49"98  | Steffen Deibler                                                       | 1'50"10  |
| 400 m                | Mateusz Sawrymowicz                                                   | 3'49"72 - RC  | Robbie Renwick                                                               | 3'55"18  | Vitaly Romanovich                                                     | 3'55"58  |
| 1500 m               | Mateusz Sawrymowicz                                                   | 15'06"04 - RC | Gergő Kis                                                                    | 15'25"91 | Chris Alderton                                                        | 15'27"15 |
| Dorso                |                                                                       |               |                                                                              |          |                                                                       |          |
| 50 m                 | Simone Manni                                                          | 26"44         | János Szabó                                                                  | 26"55    | Marco Malinverno                                                      | 26"57    |
| 100 m                | Marco Malinverno                                                      | 57"24         | János Szabó                                                                  | 57"39    | Simone Manni                                                          | 57"59    |
| 200 m                | Jakub Jasinski                                                        | 2'02"76       | Pedro Diogo Oliveira                                                         | 2'03"06  | Simone Manni                                                          | 2'03"10  |
| Rana                 |                                                                       |               |                                                                              |          |                                                                       |          |
| 50 m                 | Fernando Mazzotta                                                     | 28"46         | Dimytro Cherkasov                                                            | 28"81    | Mariusz Winogrodzki                                                   | 28"90    |
| 100 m                | Fernando Mazzotta                                                     | 1'02"46       | Ákos Molnár                                                                  | 1'02"85  | Oleksly Fedyna                                                        | 1'02"89  |
| 200 m                | Ákos Rácz                                                             | 2'14"24       | Ákos Molnár                                                                  | 2'15"02  | Slawomir Wolniak                                                      | 2'16"40  |
| Farfalla             |                                                                       |               |                                                                              |          |                                                                       |          |
| 50 m                 | Rafael Muñoz Pérez                                                    | 24"46         | Steffen Deibler                                                              | 24"53    | Hannes Heyl                                                           | 24"68    |
| 100 m                | Joseph Davide Natullo                                                 | 54"77         | Denes Zubcsek                                                                | 54"84    | Clément Lefert                                                        | 55"11    |
| 200 m                | Gergő Kis                                                             | 1'59"61       | Joseph Davide Natullo                                                        | 2'00"71  | Denes Zubcsek                                                         | 2'00"77  |
| Misti                |                                                                       |               |                                                                              |          |                                                                       |          |
| 200 m                | Dávid Verrasztó                                                       | 2'03"59       | Jakub Jasinski                                                               | 2'03"77  | Carlos Esteves De Almeida                                             | 2'04"32  |
| 400 m                | Dávid Verrasztó                                                       | 4'17"72       | Gergő Kis                                                                    | 4'17"9   | Thomas Haffield                                                       | 4'21"75  |
| Staffette            |                                                                       |               |                                                                              |          |                                                                       |          |
| 4x100 m stile libero | GermaniaAlibek Kaesler Victor Busch Christian Kubusch Steffen Deibler | 3'24"48       | PoloniaJakub Jasinski Krzysztof Gawlowicz Mateusz Haas Kajetan Zaluski       | 3'24"68  | RussiaAleksej Lapin Andrej Sery Andrej Grečin Pavel Kotelnikov        | 3'24"77  |
| 4x200 m stile libero | RussiaPavel Kotelnikov Sergey Perunin Aleksey Lapin Vitaly Romanovich | 7'25"03 - RC  | ItaliaFederico Colbertaldo Nicola Bolzonello Simone Redini Andrea Busato     | 7'31"10  | GermaniaAlibek Kaesler Daniel Schwarz Björn Barnofski Steffen Deibler | 7'33"45  |
| 4x100 m misti        | GermaniaAlibek Kaesler Mario Schild Fabian Scilha Steffen Deibler     | 3'44"92       | PoloniaAndrzej Dubiel Mariusz Winogrodzki Bartosz Wisniewski Kajetan Zaluski | 3'45"47  | UngheriaJános Szabó Akos Molnar Denes Zubcsek Balazs Makany           | 3'47"87  |

### Donne
| Evento               | Oro                                                                      | Tempo               | Argento                                                                    | Tempo               | Bronzo                                                                   | Tempo   |
| Stile libero         |                                                                          |                     |                                                                            |                     |                                                                          |         |
| 50 m                 | Gaia Mancabelli                                                          | 25"70               | Francesca Halsall                                                          | 25"96               | Ranomi Kromowidjojo                                                      | 26"22   |
| 100 m                | Francesca Halsall                                                        | 55"69               | Camille Muffat                                                             | 55"72               | ionela Cozma                                                             | 56"74   |
| 200 m                | Katinka Hosszú                                                           | 2'02"30             | Victoria Malyutina                                                         | 2'02"96             | Sophie-Luise Dietrich                                                    | 2'03"08 |
| 400 m                | Anastasia Ivanenko                                                       | 4'14"18             | Katinka Hosszú                                                             | 4'14"74             | Sophie-Luise Dietrich                                                    | 4'16"50 |
| 800 m                | Anastasia Ivanenko                                                       | 8'41"05             | Ionela Cozma                                                               | 8'42"50             | Katinka Hosszú                                                           | 8'43"07 |
| Dorso                |                                                                          |                     |                                                                            |                     |                                                                          |         |
| 50 m                 | Jenny Lahl                                                               | 29"81               | Jorina Aerents                                                             | 29"97               | Döra Maxim                                                               | 30"17   |
| 100 m                | Escarlata Bernard                                                        | 1'03"88             | Helga Kalicz                                                               | 1'04"31             | Therese Svendsen                                                         | 1'04"59 |
| 200 m                | Escarlata Bernard                                                        | 2'14"63             | Evelyn Verrasztó                                                           | 2'14"82             | Therese Svendsen                                                         | 2'16"12 |
| Rana                 |                                                                          |                     |                                                                            |                     |                                                                          |         |
| 50 m                 | Luiza Hryniewicz                                                         | 32"96               | Elisa Celli                                                                | 32"99               | Diana Duarte Gomes                                                       | 33"02   |
| 100 m                | Diana Duarte Gomes                                                       | 1'10"09             | Elisa Celli                                                                | 1'11"52             | Adrianna Sawicka                                                         | 1'11"94 |
| 200 m                | Diana Duarte Gomes                                                       | 2'29"51             | Iwona Predeka                                                              | 2'31"77             | Alessandra Tricerri                                                      | 2'32"71 |
| Farfalla             |                                                                          |                     |                                                                            |                     |                                                                          |         |
| 50 m                 | Lyubov Korol                                                             | 27"40               | Lise Soule                                                                 | 27"66               | Denisa Smolenova                                                         | 27"75   |
| 100 m                | Lise Soule                                                               | 1'00"94             | Jemma Lowe                                                                 | 1'01"73             | Zsuzsanna Jakabos                                                        | 1'02"97 |
| 200 m                | Zsuzsanna Jakabos                                                        | 2'10"18             | Antje Mahn                                                                 | 2'12"19             | Jessica Dickons                                                          | 2'12"28 |
| Misti                |                                                                          |                     |                                                                            |                     |                                                                          |         |
| 200 m                | Camille Muffat                                                           | 2'14"84             | Zsuzsanna Jakabos                                                          | 2'16"62             | Nina Dittrich                                                            | 2'17"14 |
| 400 m                | Katinka Hosszú                                                           | 4'45"88             | Hannah Miley                                                               | 4'47"47             | Ekaterina Rvyanina                                                       | 4'48"67 |
| Staffette            |                                                                          |                     |                                                                            |                     |                                                                          |         |
| 4x100 m stile libero | RussiaMaria Ugolkova Olga Klykchinkova Victoria Malyutina Anna Smirnova  | pari merito 3'49"37 | UngheriaZsuzsanna Jakabos Luca Cseh-Nemeth Evelyn Verrasztó Katinka Hosszú | pari merito 3'49"37 | SveziaStina Gardell Therese Svendsen Sandra Jacobson Sara Thyden         | 3'50"88 |
| 4x200 m stile libero | GermaniaAntje Mahn Nadine Stresing Franziska Prade Sophie-Luise Dietrich | 8'14"60             | UngheriaEvelyn Verrasztó Petra Pleszinger Katinka Hosszú Zsuzsanna Jakabos | 8'15"22             | Regno UnitoFrancesca Halsall Jazmin Carlin Natalie Durant Rachael George | 8'15"46 |
| 4x100 m misti        | FranciaReine Victoria Weber Betty Laglbauer Lise Soule Camille Muffat    | 4'14"36             | ItaliaElisa Apostoli Elisa Celli Ilaria Bianchi Livia Travaglini           | 4'15"10             | RussiaJulia Guzairova Alena Rumyantsena Maria Ugolkova Anna Smirnoca     | 4'15"77 |

### Tuffi
| Evento                         | Oro                       | Punti  | Argento                         | Punti  | Bronzo                            | Punti  |
| Uomini - categoria "A"         |                           |        |                                 |        |                                   |        |
| trampolino 1 m                 | Oleksij Pryhorov          | 535,50 | Artem Lvov                      | 534,75 | Aleksandr Gorškov                 | 532,30 |
| trampolino 3 m                 | Illja Kvaša               | 596,80 | Francesco Dell'Uomo             | 565,00 | Alexandros Manos                  | 562,10 |
| piattaforma                    | Kostyantin Milyaev        | 639,50 | Oleg Vikulov                    | 602,60 | Francesco Dell'Uomo               | 600,15 |
| sincro 3 m categorie "A" e "B" | Oleg Vikulov Sergei Nazin | 349,80 | Illja Kvaša Oleskiy Prygorov    | 325,20 | Michail Tzifas Alexandros Manos   | 300,00 |
| Ragazzi - categoria "B"        |                           |        |                                 |        |                                   |        |
| trampolino 1 m                 | Jurij Kunakov             | 407,10 | Il'ja Zacharov                  | 375,35 | Dmytro Mezhenskyy                 | 351,30 |
| trampolino 3 m                 | Jurij Kunakov             | 438,10 | Dmytro Mezhenskyy               | 409,15 | Christian Lulinski                | 404,20 |
| piattaforma                    | Jurij Kunakov             | 376,45 | Viktor Minibaev                 | 371,60 | Oleksandr Horškovozov             | 344,90 |
| Donne - categoria "A"          |                           |        |                                 |        |                                   |        |
| trampolino 1 m                 | Mariya Voloshchenko       | 413,50 | Nora Subschinski                | 413,10 | Anna Looze                        | 401,25 |
| trampolino 3 m                 | Nora Subschinski          | 467,05 | Noemi Batki                     | 463,60 | Mariya Voloshchenko               | 463,30 |
| piattaforma                    | Julija Koltunova          | 472,65 | Nora Subschinski                | 452,75 | Brooke Graddon                    | 422,00 |
| sincro 3 m categorie "A" e "B" | Anna Looze Nadežda Bažina | 288,33 | Carolin Burger Nora Subschinski | 278,25 | Mariya Voloshchenko Kateryna Zhuk | 266,25 |
| Ragazze - categoria "B"        |                           |        |                                 |        |                                   |        |
| trampolino 1 m                 | Yana Zaytseva             | 359,00 | Svetlana Filippova              | 354,80 | Viktoriya Khitrinska              | 338,40 |
| trampolino 3 m                 | Svetlana Filippova        | 398,95 | Katherine Hamilton              | 355,65 | Viktoriya Khitrinska              | 353,95 |
| piattaforma                    | Olga Vintonyak            | 364,65 | Viktoriya Khitrinska            | 332,15 | Giorgia Barp                      | 328,90 |

## Medagliere
- Nuoto

| Posizione | Paese         | Oro | Argento | Bronzo | Totale |
| --------- | ------------- | --- | ------- | ------ | ------ |
| 1         | Ungheria      | 8   | 12      | 5      | 25     |
| 2         | Italia        | 6   | 5       | 4      | 15     |
| 3         | Germania      | 6   | 2       | 5      | 13     |
| 4         | Russia        | 5   | 1       | 4      | 10     |
| 5         | Polonia       | 4   | 4       | 3      | 11     |
| 6         | Francia       | 3   | 3       | 1      | 7      |
| 7         | Spagna        | 3   | 0       | 0      | 3      |
| 8         | Portogallo    | 2   | 2       | 4      | 8      |
| 9         | Gran Bretagna | 1   | 4       | 4      | 9      |
| 10        | Ucraina       | 1   | 2       | 1      | 4      |
| 11        | Romania       | 0   | 1       | 1      | 2      |
| 12        | Belgio        | 0   | 1       | 0      | 1      |
| 13        | Svezia        | 0   | 0       | 3      | 3      |
| 15=       | Paesi Bassi   | 0   | 0       | 1      | 1      |
| 15=       | Slovacchia    | 0   | 0       | 1      | 1      |
| 15=       | Austria       | 0   | 0       | 1      | 1      |
| totale    |               | 39  | 37      | 38     | 114    |

- Tuffi

| Posizione | Paese         | Oro | Argento | Bronzo | Totale |
| --------- | ------------- | --- | ------- | ------ | ------ |
| 1         | Russia        | 9   | 5       | 2      | 16     |
| 2         | Ucraina       | 4   | 3       | 6      | 13     |
| 3         | Germania      | 1   | 3       | 1      | 5      |
| 4         | Italia        | 0   | 2       | 2      | 4      |
| 5         | Gran Bretagna | 0   | 1       | 1      | 2      |
| 6         | Grecia        | 0   | 0       | 2      | 2      |
| totale    |               | 14  | 14      | 14     | 42     |